# Desmond Morton
Desmond Dillon Paul Morton (Calgary, 10 de setembro de 1937 — 3 de setembro de 2019) foi um historiador canadense especializado na história militar canadense, assim como na história da política e das relações industriais do Canadá.
A viúva de Morton, Gael Eakin, com quem ele foi casado por 24 anos, anunciou que ele morreu em 3 de setembro de 2019 aos 81 anos de idade, sete dias antes de completar 82 anos de idade.

## Trabalhos publicados
- Ministers and Generals: Politics and the Canadian Militia, 1868–1904 ISBN 0-8020-5228-2, (1970)
- The Last War Drum:The North West Campaign of 1885 (1972)
- Mayor Howland: The Citizens' Candidate (1973)
- The Canadian General Sir William Otter (1974)
- NDP The Dream of Power (1974)
- The Queen Versus Louis Riel ISBN 0-8020-6232-6, (1974)
- Critical Years 1857–1873 (1977)
- Rebellions in Canada ISBN 0-531-00449-X (1980)
- The Supreme Penalty: Canadian Deaths by Firing Squad in the First World War (1980)
- Canada and War: A Military and Political History ISBN 0-409-85240-6, (1981)
- Labour in Canada (1982)
- A Peculiar Kind of Politics: Canada's Overseas Ministry in the First World War ISBN 0-8020-5586-9, (1982)
- Years of Conflict: 1911–1921 (1983)
- New France and War ISBN 0-531-04804-7, (1984)
- Working People ISBN 0-88879-040-6, (1980) (rev. 1984, 1990, 2003)
- The New Democrats 1961–1986: The Politics of Change (1986)
- Winning the Second Battle: Canadian Veterans and the Return to Civilian Life, 1915–30 ISBN 0-8020-6634-8, (1987) (com Glenn T. Wright)
- Towards Tomorrow: Canada in a Changing World History ISBN 0-7747-1281-3, (1988)
- Marching to Armageddon: Canadians and the Great War 1914–1919 ISBN 0-88619-211-0, (1989) (2nd Ed 1992) (com J. L. Granatstein)
- A Military History of Canada ISBN 0-7710-6515-9, (1992) (2nd Ed. 1999)
- Morgentaler vs Borowski ISBN 0-7710-6513-2, (1992)
- Silent Battle: Canadian Prisoners of War in Germany, 1914–1919 ISBN 1-895555-17-5, (1992)
- When Your Number's Up: The Canadian Soldier in the First World War ISBN 0-394-22388-8, (1994)
- Shaping a Nation: A Short History of Canada's Constitution ISBN 1-895642-10-8, (1996)
- The United Nations: Its History and the Canadians Who Shaped It ISBN 1-55074-222-1, (1995)
- Our Canada: The Heritage of Her People 0-8886-6643-8, (1996)
- Victory 1945: Canadians from War to Peace ISBN 0-00-255069-5, (1996) (com J. L. Granatstein)
- Wheels:The Car in Canada ISBN 1-895642-03-5, (1998)
- Who Speaks for Canada? ISBN 0-7710-6502-7, (1998) (2nd Ed. 2001) (com Morton Weinfeld)
- Working People: An Illustrated History of the Canadian Labour Movement (1998)
- Canada: A Millennium Portrait ISBN 0-88866-647-0, (1999)
- Understanding Canadian Defence (2000)
- A Short History of Canada ISBN 0-7710-6509-4,(2001)
- Bloody Victory : Canadians And The D-Day Campaign 1944 ISBN 1-895555-56-6, (2002)
- They Were So Young: Montrealers Remember WWII (2002)
- Canada and the Two World Wars ISBN 1-55263-509-0, (2003) (com J.L. Granatstein)
- Understanding Canadian Defence (2003)
- Fight or Pay' ISBN 0-7748-1108-0, (2004)
- The Mystery of Frankenberg's Canadian Airman ISBN 1-55028-884-9, (2005)
- Billet Pour le Front (Ticket for the Front) ISBN 2-922865-40-1, (2005) (em francês)